# Голей Борис Юрійович
Борис Юрійович Голей (нар. 18 вересня 1940, Краків — 20 травня 2002, Івано-Франківськ) — радянський футболіст, що грав на позиції нападника та півзахисника. Відомий за виступами в команді класу «Б» «Спартак» з Івано-Франківська, за яку зіграв понад 100 матчів у класі «Б».

## Клубна кар'єра
Борис Голей розпочав виступи на футбольних полях у 1958 році в команді класу «Б» «Спартак» зі Станіслава. У складі команди грав до кінця сезону 1961 року, зіграв у складі станіславської команди 85 матчів. У 1962 році став гравцем іншої команди класу «Б» СКА зі Львова, проте гравцем основного складу не став, зігравши лише 6 матчів у чемпіонаті, та вже наступного року став гравцем іншої армійської команди «Зеніт» з Володимира-Волинського. У кінці 1963 року володимир-волинська команда переграє у відбіркових матчах за вихід до класу майстрів луцьку «Волинь», проте місцева влада відмовилась відповідним чином підготувати міський стадіон до футбольних матчів у лізі майстрів, тому луцька команда й наступного року продовжила виступи в класі «Б», а з початку року Борис Голей перейшов до її складу, та зіграв протягом сезону в її складі 18 матчів. У 1965 році Голей знову грав за івано-франківський «Спартак». Сезон 1966 року Борис Голей розпочав у володимир-волинській армійській команді, пізніше в цьому ж році став гравцем аматорської команди «Хімік» з Калуша, в якій грав до 1972 року, після чого завершив виступи на футбольних полях. Помер Борис Голей 20 травня 2002 року в Івано-Франківську.